# Shelley Conn
Pour les articles homonymes, voir Conn.
Shelley Conn, née le 21 septembre 1976 à Barnet dans le Grand Londres, est une actrice britannique d'origine indienne.

## Biographie
Shelley Conn est née le 21 septembre 1976. Elle a étudié à Webber Douglas Academy of Dramatic Art, ainsi que Queen Mary's College, Basingstoke.

## Carrière
Elle débute en 2000 avec un petit rôle dans le film Maybe Baby ou comment les Anglais se reproduisent et les séries City Central, Start-up et Casualty.
En 2002, elle joue aux côtés de Gwyneth Paltrow et Aaron Eckhart dans le film Possession et reprend son rôle lors d'un épisode de Casualty.
Elle revient en 2005, après trois ans d'absence, dans les films Charlie et la Chocolaterie de Tim Burton et Mr. Ripley et les Ombres de Roger Spottiswoode, ainsi que la série Down to Earth. L'année d'après, elle joue dans le film français L'Entente cordiale de Vincent de Brus aux côtés de Christian Clavier et Daniel Auteuil.
En 2007, elle joue dans Party Animals, une mini série télévisée diffusé sur la chaîne anglaise BBC. L'année suivante, elle joue dans les séries Dead Set et Mistresses, où elle reste jusqu'en 2010.
En 2010, elle joue dans Strike Back aux côtés de Richard Armitage, ainsi que dans le film américain Comment savoir de James L. Brooks avec Reese Witherspoon, Paul Rudd, Owen Wilson et Jack Nicholson. L'année suivante, elle est présente au casting de Terra Nova, une série de science fiction américaine produite par Steven Spielberg.
En 2012, elle tourne dans deux épisodes d'Affaires non classées. L'année d'après, elle obtient des rôles dans  Heading Out et la mini-série By Any Means.
En 2014, elle joue dans Flim : The Movie de Raffaello Degruttola et à la télévision dans la saison 9 de 24 heures chrono, ainsi que The Lottery.
En 2016, elle décroche un rôle dans la série médicale américaine Heartbeat avec Melissa George. Mais la série est annulée par NBC après une courte saison. L'année suivante, elle retrouve Ioan Gruffudd, avec qui elle avait joué dans le téléfilm Un papa d'enfer de Simon Curtis en 2002, lors de la série télévisée Liar : la nuit du mensonge.
En 2018, elle joue avec Florence Pugh dans le film d'horreur Les mauvais esprits réalisé par Olaf de Fleur. L'année d'après, elle joue dans un épisode de Meurtres au paradis, ainsi que dans la saison 2 Deep State et The Rook.
En 2020, elle reprend son rôle pour la deuxième saison de Liar : la nuit du mensonge et joue dans le film Love Sarah. L'année suivante, elle obtient le rôle de Mary Sharma, la mère de Kate et Edwina dans la saison 2 de La Chronique des Bridgerton.

## Filmographie

### Cinéma

#### Longs métrages
- 2000 : Maybe Baby ou comment les Anglais se reproduisent (Maybe Baby) de Ben Elton : Une infirmière
- 2002 : Possession de Neil LaBute : Candi
- 2005 : Charlie et la Chocolaterie (Charlie and the Chocolate Factory) de Tim Burton : Princesse Pondichéry
- 2005 : Mr. Ripley et les Ombres (Ripley Under Ground) de Roger Spottiswoode : Honey
- 2006 : L'Entente cordiale de Vincent de Brus : Punam
- 2006 : Les Délices de Nina (Nina’s Heavenly Delights) de Pratibha Parmar : Nina Shah
- 2009 : New Town Killers de Richard Jobson : Julie Stewart
- 2010 : Comment savoir (How Do You Know) de James L. Brooks : Terry
- 2014 : Flim : The Movie de Raffaello Degruttola : Preea Vasami
- 2018 : Les mauvais esprits (Malevolent) d'Olaf de Fleur : Professeur Samantha Harlow
- 2020 : Love Sarah d'Eliza Schroeder : Isabella

#### Courts métrages
- 2007 : Love Story d'Amit Gupta : Sara
- 2012 : Catalyst de Matthew Losasso : Mia

### Télévision

#### Séries télévisées
- 2000 : City Central : Naz
- 2000 : Start-up (Attachments) : Carrie Knowles
- 2000 / 2002 : Casualty : Daljit Ramanee
- 2001 : Merseybeat : Miriam Da Silva
- 2002 : Bodily Harm : Tanika
- 2005 : Down to Earth : Kerry Jamil
- 2006 : Blue Murder : Emily Saunders
- 2006 - 2007 : The Innocence Project : Dr Eve Walker
- 2007 : Party Animals : Ashika Chandiramani
- 2008 : Scotland Yard, crimes sur la Tamise (Trial & Retribution) : Neela
- 2008 : The Palace : Miranda Hill
- 2008 : Raw : Tanya
- 2008 : 10 Days to War : Eesha
- 2008 : Dead Set : Claire
- 2008 - 2010 : Mistresses : Jessica Fraser / Jessica Fraser Hardy
- 2010 : Strike Back : Danni Prendiville
- 2010 : Marchlands : Nisha Parekh
- 2010 : The Persuasionists : Tamsin
- 2011 : Terra Nova : Elizabeth Shannon
- 2012 : Affaires non classées (Silent Witness) : DI Connie James
- 2013 : Heading Out : Eve
- 2013 : By Any Means : Jessica Jones
- 2014 : 24 heures chrono (24) : Helen McCarthy
- 2014 : The Lottery : La première Dame Gabrielle Westwood
- 2015 : W1A : Azia Zamani
- 2016 : Heartbeat : Millicent Silvano
- 2017 : Back : Annie
- 2017 / 2020 : Liar : la nuit du mensonge (Liar) : Détective Vanessa Harmon
- 2019 : Meurtres au paradis (Death in Paradise) : Marina Shepherd
- 2019 : Deep State : Nicole Miller
- 2019 : The Rook : Danielle Wulff
- 2022 : La Chronique des Bridgerton : Mary Sharma
- 2023 : Gen V : Indira Shetty
- 2023 : Good Omens : Belzébuth

#### Téléfilms
- 2000 : The Last Musketeer de Bill Britten : Uzma
- 2001 : Hawkins de Robin Shepard : Sharim Raziq
- 2002 : Un papa d'enfer (Man and Boy) de Simon Curtis : Jasmin
- 2003 : Second Generation de Jon Sen : Amba
- 2005 : Transit de Niall MacCormick : Asha